# Organization of American States

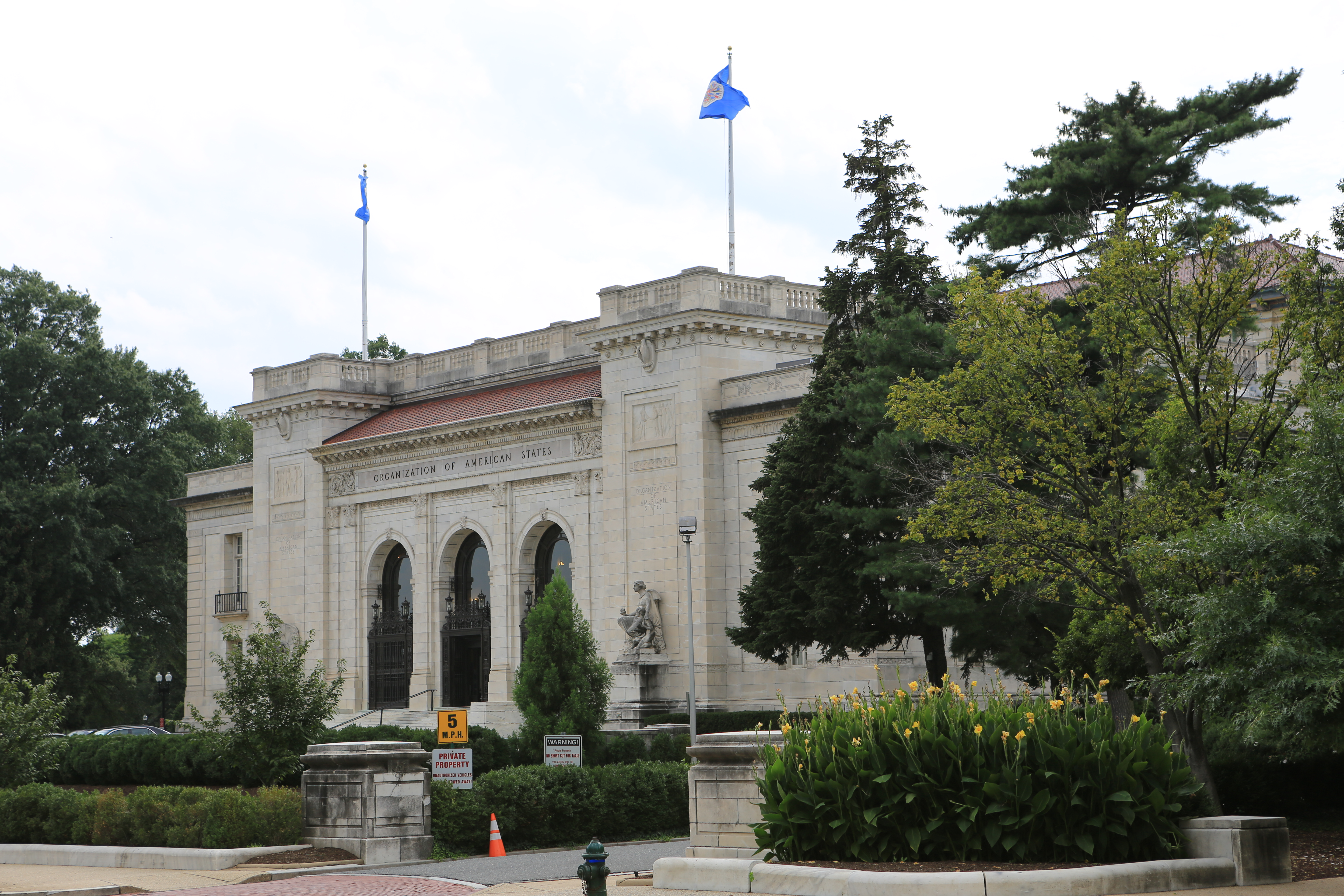
OAS huvudkontor i Washington, D.C.

Organization of American States (OAS), som den heter på engelska, på svenska Organisationen för amerikanska stater (på spanska: Organización de los Estados Americanos – OEA, portugisiska: Organização dos Estados Americanos – OEA, franska: Organisation des États Américains – OEA, nederländska: Organisatie van Amerikaanse Staten – OAS),  är en mellanstatlig organisation för länderna i Nord- och Sydamerika.  Det är en internationell organisation med högkvarter i Washington, D.C. i USA. Medlemmar är 35 självstyrande stater på den amerikanska kontinenten.

## Historia
Idén med en tätare union mellan staterna på de amerikanska kontinenterna lades först fram av Simón Bolívar som under Kongressen i Panama, 1826 föreslog att skapa ett förbund för Amerikas republiker, med en gemensam militär, en ömsesidig försvarspakt och ett överstatligt parlament. På mötet deltog representanter från Storcolombia (vilket bestod av dagens Colombia, Ecuador, Panama och Venezuela), Peru, Centralamerikanska federationen och Mexiko. Den storstilade tituleringen Fördrag om union, förbund och evig konfederation (Treaty of Union, League, and Perpetual Confederation) blev slutligen endast ratificerad av Storcolombia. Bolívars dröm strandade snart då inbördeskrig bröt ut i Storcolombia, Centralamerikanska federationen bröts sönder samt nationella, snarare än kontinentala synsätt, uppsteg i de nyligen grundade amerikanska republikerna. 
Strävandet efter regional solidaritet och samarbete aktualiserades åter 1889–1890 då den Första internationella konferensen mellan amerikanska stater tog sin början. Det hela skedde i Washington där arton nationer beslutade sig för att grunda Den internationella unionen av Amerikanska republiker (International Union of American Republics). Organisationen skulle skötas av ett permanent sekretariat kallat Amerikanska republikernas handelsbyrå (Commercial Bureau of the American Republics), omdöpt till Internationella handelsbyrån (International Commercial Bureau) vid den Andra internationella konferensen mellan amerikanska stater (1901–1902). Dessa två delar, som existerade från och med 14 april 1890, utgör början till dagens OAS och dess generalsekreteriat.
På den Fjärde internationella konferensen mellan amerikanska stater (i Buenos Aires 1910) ändrades organisationens namn till Unionen av amerikanska republiker (Union of American Republics), och byrån ändrade namn till Mellanamerikanska Unionen (Pan American Union).
Erfarenheterna från andra världskriget övertygade regeringarna att enskilda åtgärder inte kunde säkerställa den territoriella integriteten vid aggressioner. På grund av riskerna för en global konflikt i efterkrigstidens värld, samt för att begränsa konflikter inom regionen, skapades en säkerhetspakt, den Interamerikanska pakten om ömsesidig assistans (Inter-American Treaty of Reciprocal Assistance) vilken undertecknades i Rio de Janeiro år 1947 och därför kallas Riofördraget.
Den Nionde internationella konferensen mellan amerikanska stater hölls i Bogotá mellan mars och maj 1948 och leddes av USA:s utrikesminister George C. Marshall, ett möte som ledde till löften från medlemsländerna att bekämpa kommunism i Amerika. Detta var det möte som skapade det OAS som finns idag. Stadgarna för Organization of American States skrevs under av tjugoen amerikanska länder den 30 april 1948 (i kraft sedan december 1951). Mötet erkände även Amerikanska deklarationen för mänskliga rättigheter och skyldigheter (American Declaration of the Rights and Duties of Man), världens första allmänna deklaration om mänskliga rättigheter.
Kanada inträdde först 1990.
2009 blev Kuba fullvärdig medlem. Samma år uteslöts Honduras ur organisationen, men blev åter invald 2011.